# Pteraster hystrix
Pteraster hystrix is een zeester uit de familie Pterasteridae.
De wetenschappelijke naam van de soort werd in 1989 gepubliceerd door Harvey.